# Orthosia dalmatica
Orthosia dalmatica is een vlinder uit de familie uilen (Noctuidae). De wetenschappelijke naam is voor het eerst geldig gepubliceerd in 1909 door Wagner.
De soort komt voor in Europa.